# Uuno Aarto
Uuno Ilmari Aarto, född 26 december 1894, död 28 december 1928, var en finländsk kompositör och skådespelare.
Aarto är mest känd för att ha komponerat refrängen till J. Alfred Tanners Kulkurin valssi. Aarto medverkade 1923 i filmen Koskenlaskijan morsian.